# فرد فلینتستون و دوستان
فرد فلینتستون و دوستان (انگلیسی: Fred Flintstone and Friends) یک مجموعه آنتولوژی سی دقیقه ای و اسپین آف مجموعه عصر حجر (پویانمایی) اثر هانا-باربرا است. هاردینگ کوردن وظیفه صداگذاری برای شخصیت اصلی داستان یعنی فرد را بر عهده دارد. این مجموعه طی ۹۵ قسمت در سال ۱۹۷۸ پخش شد.